# بلنهيم
بلنهيم (بالإنجليزية: Blenheim, New Zealand)‏ هي مستوطنة، تتبع إقليم مارلبورو، رمزها البريدي هو 7201.

## المناخ
يظهر الجدول التالي التغييرات المناخية على مدار السنة لبلنهيم:
| البيانات المناخية لـبلنهيم         | البيانات المناخية لـبلنهيم | البيانات المناخية لـبلنهيم | البيانات المناخية لـبلنهيم | البيانات المناخية لـبلنهيم | البيانات المناخية لـبلنهيم | البيانات المناخية لـبلنهيم | البيانات المناخية لـبلنهيم | البيانات المناخية لـبلنهيم | البيانات المناخية لـبلنهيم | البيانات المناخية لـبلنهيم | البيانات المناخية لـبلنهيم | البيانات المناخية لـبلنهيم | البيانات المناخية لـبلنهيم |
| الشهر                              | يناير                      | فبراير                     | مارس                       | أبريل                      | مايو                       | يونيو                      | يوليو                      | أغسطس                      | سبتمبر                     | أكتوبر                     | نوفمبر                     | ديسمبر                     | المعدل السنوي              |
| ---------------------------------- | -------------------------- | -------------------------- | -------------------------- | -------------------------- | -------------------------- | -------------------------- | -------------------------- | -------------------------- | -------------------------- | -------------------------- | -------------------------- | -------------------------- | -------------------------- |
| متوسط درجة الحرارة الكبرى °م (°ف)  | 24.1 (75.4)                | 23.8 (74.8)                | 21.9 (71.4)                | 19.0 (66.2)                | 16.0 (60.8)                | 13.3 (55.9)                | 12.6 (54.7)                | 13.8 (56.8)                | 15.8 (60.4)                | 18.0 (64.4)                | 20.0 (68.0)                | 22.2 (72.0)                | 18.4 (65.1)                |
| المتوسط اليومي °م (°ف)             | 18.0 (64.4)                | 17.6 (63.7)                | 15.8 (60.4)                | 13.0 (55.4)                | 10.2 (50.4)                | 7.7 (45.9)                 | 7.0 (44.6)                 | 8.2 (46.8)                 | 10.3 (50.5)                | 12.2 (54.0)                | 14.2 (57.6)                | 16.5 (61.7)                | 12.6 (54.7)                |
| متوسط درجة الحرارة الصغرى °م (°ف)  | 11.8 (53.2)                | 11.5 (52.7)                | 9.8 (49.6)                 | 6.9 (44.4)                 | 4.5 (40.1)                 | 2.2 (36.0)                 | 1.5 (34.7)                 | 2.6 (36.7)                 | 4.7 (40.5)                 | 6.5 (43.7)                 | 8.4 (47.1)                 | 10.8 (51.4)                | 6.8 (44.2)                 |
| الهطول مم (إنش)                    | 48.9 (1.93)                | 49.4 (1.94)                | 46.5 (1.83)                | 52.7 (2.07)                | 60.6 (2.39)                | 70.7 (2.78)                | 74.3 (2.93)                | 62.2 (2.45)                | 65.2 (2.57)                | 67.4 (2.65)                | 55.0 (2.17)                | 58.1 (2.29)                | 711.0 (27.99)              |
| متوسط أيام هطول الأمطار (≥ 1.0 mm) | 5.0                        | 5.1                        | 5.5                        | 5.3                        | 6.7                        | 7.9                        | 7.6                        | 8.0                        | 8.5                        | 8.3                        | 6.9                        | 6.7                        | 81.5                       |
| متوسط الرطوبة النسبية (%)          | 68.7                       | 74.2                       | 74.9                       | 77.5                       | 81.5                       | 82.3                       | 83.7                       | 80.8                       | 73.3                       | 72.1                       | 67.7                       | 67.5                       | 75.4                       |
| ساعات سطوع الشمس الشهرية           | 262.2                      | 223.7                      | 230.8                      | 193.7                      | 172.7                      | 151.6                      | 157.1                      | 183.9                      | 189.5                      | 226.7                      | 234.7                      | 248.8                      | 2٬475٫3                    |
| المصدر: NIWA Climate Data          |                            |                            |                            |                            |                            |                            |                            |                            |                            |                            |                            |                            |                            |

## أعلام
- بن سيغموند
- توماس كارتر
- إيفان ساذرلاند
- كامرون هويسون
- ليون ماكدونالد
- جيمي جوزيف